# Microphaeochroops nigrosetosus
Microphaeochroops nigrosetosus är en skalbaggsart som beskrevs av Kuijten 1985. Microphaeochroops nigrosetosus ingår i släktet Microphaeochroops och familjen Hybosoridae. Inga underarter finns listade i Catalogue of Life.